# Nationaldemokratische Partei Deutschlands (2023)
Die Nationaldemokratische Partei Deutschlands (NPD) ist eine rechtsextreme Kleinpartei, die im Jahr 2023 neu gegründet wurde, nachdem die ursprüngliche NPD sich im Juni desselben Jahres in „Die Heimat“ umbenannt hatte und Gegner dieser Entscheidung diese Abspaltung vorantrieben. Die NPD sieht sich selbst als legitime Nachfolgerin der ursprünglichen NPD und feierte so auch im Jahr 2024 ihr 60-jähriges Bestehen.

## Geschichte
Im Juni 2023 beschloss die ursprüngliche NPD auf einem Bundesparteitag in Riesa mit einer Mehrheit von 77 Prozent, sich in „Die Heimat“ umzubenennen. Kurz nach der Umbenennung kam es zu Unstimmigkeiten innerhalb der Partei: Einige Mitglieder, Landes- und Kreisverbände, darunter die Landesverbände Hamburg und Saarland, erklärten im Juni 2023 ihren Austritt aus „Die Heimat“ und kündigten an, die NPD als eigenständige Partei weiterzuführen. In Baden-Württemberg wurde im März 2024 ein neuer NPD-Landesverband gegründet, nachdem der Kreisverband Rhein-Neckar bereits im Dezember 2023 einen neuen Vorstand unter dem Namen „NPD Rhein-Neckar“ gewählt hatte. Im April 2025 wurde in Niedersachsen ein neuer Landesverband unter maßgeblicher Beteiligung ehemaliger Funktionäre der Mitte März aufgelösten Kleinpartei „Die Rechte“ gegründet.

## Struktur
Bestätigt von Sicherheitsbehörden wurden bisher drei Landesverbände: Baden-Württemberg, Hamburg und Saarland. Auf der parteieigenen Website sind außerdem noch Landesverbände in Berlin und Niedersachsen aufgeführt. Außerdem gibt es laut Parteiangaben die Kreisverbände Bodensee, Breisgau, Kronach, München und Rhein-Neckar. Auch hier sind nicht alle von den Sicherheitsbehörden bestätigt.
Sowohl Bundesvorsitzender als auch Hamburger Landesvorsitzender ist Lennart Schwarzbach.
Landesvorsitzender im Saarland blieb der bisherige Landesvorsitzende Otfried Best, den Vorsitz des Landesverbands Baden-Württemberg übernahm Jan Jaeschke, der diesen Posten bis kurz zuvor auch in der alten NPD innehatte, dann aber von Marina Djonovic abgelöst wurde.
Der im April 2025 neu gegründete Landesverband Niedersachsen wird u. a. von den bekannten Szene-Kadern und langjährigen Aktivisten Martin Kiese und Holger Niemann geführt, welche beide bis zu deren Auflösung kurz zuvor Mitglieder im Bundesvorstand der Partei „Die Rechte“ waren.
In Bayern verfügt die Partei lediglich über Strukturen in Form von zwei Kreisverbänden. Der Münchner Kreisverband wird von dem langjährigen Mitglied Renate Werlberger geführt, während in Kronach weiterhin Johannes Hühnlein das Amt des Kreisvorsitzenden innehat.
Auf der Website der Partei werden langjährige Rechtsextremisten wie z. B. der frühere Hamburger Landesvorsitzende Thomas „Steiner“ Wulff oder der Gründer und letzte Bundesvorsitzende der Anfang des Jahres aufgelösten Partei „Die Rechte“, Christian Worch, als Unterstützer genannt.

## Teilnahme an Wahlen
Die bisher einzige Wahlteilnahme erfolgte bei der Bürgerschaftswahl in Hamburg 2025, bei der die Partei 1680 Stimmen erhielt, was 0,0 Prozent entsprach.

## Bewertung
Der Verfassungsschutz bewertet die „neue“ NPD als gesichert rechtsextremistisch und als neonazistischer eingestellt als die Ursprungspartei Die Heimat.
Im Verfassungsschutzbericht für das Jahr 2024 geht das BfV davon aus, dass sich die Partei „Die Rechte“, die in den letzten Monaten vermehrt gemeinsame Kundgebungen mit der NPD durchführte, aufgrund eigener Bedeutungslosigkeit künftig der Partei anschließen könnte.